# 'Eua 11
'Eua 11 es un distrito electoral para la Asamblea Legislativa de Tonga. Se estableció para las elecciones generales de noviembre de 2010, cuando los distritos electorales regionales multi-escaños para Representantes Populares fueron reemplazados por distritos electorales de un solo asiento, eligiendo a un representante. Cubre la totalidad de la isla de ʻEua y la isla adyacente mucho más pequeña de Kalau.
A pesar del "11" en su nombre, solo hay un distrito electoral para la isla; Cada distrito electoral del país recibe un número.

Su primer representante fue Sunia Fili, quien había sido elegido por primera vez al Parlamento en 1999 . Elegido como parlamentario independiente en 2010, fue nombrado Ministro de Finanzas por el Primer Ministro Lord Tuʻivakano. Aunque fue elegido como independiente, se mantuvo cerca del Partido Demócratico de las Islas Amigas, y se unió a él en 2012 después de renunciar al gobierno.

## Miembros del Parlamento
| Año de Elección | Miembro                         | Partido                                 |
| --------------- | ------------------------------- | --------------------------------------- |
| 2010            | Sunia Fili                      | Independiente                           |
| 2012            | Sunia Fili                      | Partido Democrático de las Islas Amigas |
| 2014            | Tevita Lavemaau                 | Independiente                           |
| 2017            | Tevita Lavemaau                 | Independiente                           |
| 2021            | Taniela Likuʻohihifo Fusimalohi |                                         |